# الکساندر کمبل پوسیل
الکساندر کمبل پوسیل (انگلیسی: Alexander Campbell of Possil; ۱ ژانویهٔ ۱۷۵۴ – ۱ ژانویهٔ ۱۸۴۹) فرد نظامی اهل پادشاهی بریتانیای کبیر بود.